# Manual de los Mamíferos del Mundo
El Manual de los Mamíferos del Mundo es una serie de libros de la editorial española Lynx Edicions. Los 8 volúmenes serán publicados a partir de 2009 cada familia de mamíferos se evaluó en una introducción de texto completo con fotografías y cada especie tiene una cuenta de texto con un mapa de la distribución y las ilustraciones en un plato. Este es el segundo gran proyecto por Lynx Edicions desde el lanzamiento de la Guía de las Aves del Mundo en 1992 Los principales editores son Russell Mittermeier y Don E. Wilson en asociación con Conservación Internacional , la Universidad Texas A & M y la UICN. Don E. Wilson es también editor de la obra de referencia Especies de Mamíferos del Mundo.

## Volúmenes publicados

### Volumen 1: Los carnívoros (publicado en mayo de 2009)
Con una introducción a la clase de los mamíferos por Don E. Wilson
El primer volumen está dedicado a los carnívoros . Abarca 13 familias y los detalles a la taxonomía, rango, hábitat, reproducción, comportamiento y estado de conservación de 245 especies. Cuenta con más de 400 fotografías en color y 257 mapas de distribución. Las 33 láminas en color son creados por el artista catalán Toni Llobet . Este libro menciona la Olinguito o andina Olingo por primera vez, una especie de Ecuador y Colombia, que fue descrito oficialmente en 2013.
Grupos cubiertos en este volumen son los siguientes:
- African Palm Civet (Nandiniidae)
- Cats (Felidae)
- Linsangs (Prionodontidae)
- Civets, Genets and Oyans (Viverridae)
- Hyenas (Hyaenidae)
- Mongooses (Herpestidae)
- Euplerids or Madagascar carnivores (Eupleridae)
- Dogs (Canidae)
- Bears (Ursidae)
- Red Panda (Ailuridae)
- Racoons (Procyonidae)
- Skunks (Mephitidae)
- Weasels, Martens, Polecats, Badgers and Otters (Mustelidae)

Otros detalles: Tamaño: 31 x 24 cm. Páginas:. 728 pp  ISBN 978-84-96553-49-1

### Volumen 2: Los Mamíferos con Pezuñas (publicado en agosto de 2011)
El segundo volumen está dedicado a los ungulados (mamíferos con pezuñas). Cubre 54 géneros, 17 familias en seis órdenes y los detalles a la taxonomía, rango, hábitat, reproducción, comportamiento y estado de conservación de 279 especies. Cuenta con 664 fotografías en color y 433 mapas de distribución. Las 56 láminas en color son creados por el artista catalán Toni Llobet.
Grupos cubiertos en este volumen son los siguientes:
- Aardvark (Orycteropodidae)
- Hyrax (Procaviidae)
- Elephants (Elephantidae)
- Pangolins (Manidae)
- Horses, Wild ass, and Zebras (Equidae)
- Tapir (Tapiridae)
- Rhinoceros (Rhinocerotidae)
- Pigs, Babirusa, and Warthog (Suidae)
- Peccaries (Tayassuidae)
- Hippopotamus (Hippopotamidae)
- Camelids (Camelidae)
- Chevrotains (Tragulidae)
- Musk deers (Moschidae)
- Deers (Cervidae)
- Pronghorn (Antilocapridae)
- Giraffe and Okapi (Giraffidae)
- Bovids (Bovidae)

Otros detalles: Tamaño: 31 x 24 cm. Páginas:. 886 pp  ISBN 978-84-96553-77-4

### Volumen 3: Primates (publicado en abril de 2013)
El tercer volumen está dedicado a los primates. Abarca 17 familias y los detalles a la taxonomía, rango, hábitat, reproducción, comportamiento y estado de conservación de 470 especies. Las 57 láminas en color son creados por el artista Inglés fauna Stephen D. Nash.
Grupos cubiertos en este volumen son los siguientes:
- Tarsier (Tarsiidae)
- Loris, Pottos, and Angawantibos (Lorisidae)
- Galago (Galagidae)
- Mouse, Giant Mouse, Dwarf, and Fork Marked Lemurs (Cheirogaleidae)
- True, Bamboo, and Ruffed Lemurs (Lemuridae)
- Sportive lemur (Lepilemuridae)
- Woolly Lemurs, Sifakas, and the Indri (Indriidae)
- Aye-aye (as only surviving member) (Daubentoniidae)
- Old World monkey (Cercopithecidae)
- Marmosets and Tamarins (Callitrichidae)
- Capuchins and Squirrel Monkeys (Cebidae)
- Night monkey (Aotidae)
- Sakis, Uakaris, and Titis (Pitheciidae)
- Spider Monkeys, Muriquis, and Howler and Woolly Monkeys (Atelidae)
- Gibbon (Hylobatidae)
- Great Apes (Hominidae)

Otros detalles: Tamaño: 31 x 24 cm. Páginas:. 951 pp ISBN 978-84-96553-89-7

### Volumen 4: Mamíferos Marinos (publicado en julio de 2014
El cuarto volumen está dedicado a los mamíferos marinos, que incluyen los mamíferos más grandes de la tierra, las ballenas, así como delfines, focas, morsas del oído, focas sin orejas, dugongos y manatíes. Abarca 19 familias y los detalles a la taxonomía, rango, hábitat, reproducción, comportamiento y estado de conservación de 147 especies. Las 30 láminas en color son creados por Toni Llobet.
Los siguientes grupos están cubiertos en este volumen
- Tarsier (Tarsiidae)
- Loris, Pottos, and Angawantibos (Lorisidae)
- Galago (Galagidae)
- Mouse, Giant Mouse, Dwarf, and Fork Marked Lemurs (Cheirogaleidae)
- True, Bamboo, and Ruffed Lemurs (Lemuridae)
- Sportive lemur (Lepilemuridae)
- Woolly Lemurs, Sifakas, and the Indri (Indriidae)
- Aye-aye (as only surviving member) (Daubentoniidae)
- Old World monkey (Cercopithecidae)
- Marmosets and Tamarins (Callitrichidae)
- Capuchins and Squirrel Monkeys (Cebidae)
- Night monkey (Aotidae)
- Sakis, Uakaris, and Titis (Pitheciidae)
- Spider Monkeys, Muriquis, and Howler and Woolly Monkeys (Atelidae)
- Gibbon (Hylobatidae)
- Great Apes (Hominidae)

Otros detalles: Tamaño: 31 x 24 cm. Páginas:. 614 pp ISBN 978-84-96553-93-4

### Los volúmenes restantes
Los volúmenes restantes se tienen planificados para ser publicados antes de terminar el año 2016.

## Opiniones
Se cree, que el Manual será de gran influencia y servirá como una guía para los taxonomistas, conservacionistas, ecologistas, administradores de diversidad biológica, y los políticos. Sin embargo, hay controversias. Sobre todo, el sistema taxonómico, que se ha utilizado para la prominente familia de los bóvidos (Volumen 2), no es generalmente aceptado. Heller et al. critican, que la lista de especies de bóvidos revisada, que se duplicó la cantidad de especies de bóvidos reconocidos, se basa únicamente en una fuente primaria. Este aumento se debió principalmente a un concepto de especie expandido ( concepto PSC ), no en nuevos conjuntos de datos disponibles. El Manual distingue, por ejemplo, 11 especies de saltarrocas, pero las variaciones morfológicas dentro de cada una de estas especies propuestas son a menudo mayor que entre ellos. Además, la taxonomía se citicised ser incompatibles, ya que muchos taxones, como los diferentes jirafa formas son tratadas como subespecies de una sola especie, a pesar de que algunos son claramente distinguibles. Los autores advierten, que la inflación taxonómica de las especies podría obstaculizar los esfuerzos de conservación.